# Haworthiopsis reinwardtii
Haworthiopsis reinwardtii, anteriormente Haworthia reinwardtii, es una especie suculenta perteneciente a la familia de las asfodeláceas. Es originaria de la Provincia del Cabo Oriental en Sudáfrica. 

## Descripción
Planta suculenta de unos 20 a 35 cm de altura por 4 a 10 cm de diámetro. Las hojas, a diferencia de otras especies del mismo género, se superponen unas sobre otras en espiral, formando una apretada roseta alargada. Las hojas, erectas o extendidas, tienen unos 7 cm de largo por 2 cm en la base terminando en un ápice agudo incurvado. De color verde o verde amarronado, están por pequeños tubérculos aplanados blancos o grisáceos. Se reproduce desde la base llegando a formar densos grupos.

La inflorescencia es un tallo único, a veces ramificado, de unos 30 cm de largo. Las flores, entre 15 y 20, se agrupan en la punta. De color blanco verdoso, de forma tubular y curvada, con los tépalos interiores revolutos.
Esta especie está estrechamente emparentada con Haworthiopsis coarctata, lo que la diferencia de ella son los tubérculos más grandes, aplanados y blancos.

## Variedades
Especie bastante polimorfa. Además de variedades se reconocen algunas formas con características ligeramente diferentes. 
- Haworthiopsis reinwardtii var. brevicula (G.G.Sm.)[3]
- Haworthiopsis reinwardtii f. chalumnensis (G.G.Sm.)[4]
- Haworthiopsis reinwardtii f. kaffirdriftensis (G.G.Sm.)[5]
- Haworthiopsis reinwardtii f. olivacea (G.G.Sm.)[6]
- Haworthiopsis reinwardtii var. reinwardtii[7]